# Вещие сестрички
«Вещие сестрички» (англ. Wyrd Sisters, дословно: Вещие сёстры) — юмористическое фэнтези английского писателя Терри Пратчетта, написано в 1988 году.
Шестая из серии цикла «Плоский мир», вторая книга подцикла о ведьмах.
По книге студией Cosgrove Hall был создан одноимённый мультфильм для Channel 4.

## Аннотация
Король умер, да здравствует король!.. Впрочем, какой именно король здравствует? Тот, что в призрака превратился? Или его убийца, самозванец, который вроде бы слегка тронулся умом? А тут ещё земля ожила… И ведьмы… И принц-наследник, подрабатывающий актёром… Нет, всё, мы умываем руки. Сами читайте.

## Сюжет
Короля убили, на престоле злой герцог, а ведьмы живут спокойно. Правда недолго: им стали жаловаться другие, в том числе лес. И теперь три ведьмы (Гита Ягг, Эсмеральда Ветровоск и Маграт Чесногк) должны что-то делать. Причём истинного наследника они в младенческом возрасте отдали на опеку бродячим актёрам, ибо не их (ведьм) это дело. Что именно ведьмы стали делать — читайте сами.

## Главные герои
- Эсмеральда Ветровоск
- Нянюшка Ягг
- Маграт Чесногк
- Шут Веренс

## Интересные факты
- Роман является переосмыслением шекспировского «Макбета» (с добавлением элементов из «Короля Лира») в реалиях Плоского мира[1].